# Хриб (Преддвор)
Хриб (словен. Hrib) — поселення в общині Преддвор, Горенський регіон, Словенія. Висота над рівнем моря: 459,2 м.